# Карињано (Фођа)
Карињано (итал. Carignano) је насеље у Италији у округу Фођа, региону Апулија.
Према процени из 2011. у насељу је живело 29 становника. Насеље се налази на надморској висини од 275 м.